# Амбани, Анил
Анил Дхирубхай Амбани (англ. Anil Dhirubhai Ambani; род. 4 июня 1959, Бомбей) — индийский бизнесмен, председатель Совета Директоров Reliance Anil Dhirubhai Ambani Group. В 2010 году назван журналом Forbes четвёртым по богатству человеком Индии с состоянием 13,7 миллиардов долларов США, уступив только своему старшему брату Мукешу Амбани, Лакшми Митталу и Азиму Премжи. Является членом Попечительского совета Уортонской школы бизнеса при Пенсильванском университете.

## Награды и признание
- В 2005 назван Бизнесменом года индийской газетой Times of India[2].
- Вместе со своим братом Мукешем Амбани назван Предпринимателем десятилетия Ассоциацией Менеджмента Бомбея в октябре 2002 года[3].
- В декабре 1997 года назван Бизнесменом года индийским деловым журналом Business India.

## Личная жизнь
Анил Амбани — гуджаратец. Женат на болливудской актрисе Тине Муним. Имеет двух сыновей — Анмол (Anmol) и Аншул (Anshul). Является большим поклонником бега. Каждое утро встает в 4 часа и, посмотрев новости, совершает пробежку. Принимал участие в Мумбайском марафоне. Выпивает шесть литров воды ежедневно, предпочитает вегетарианскую еду.
В июне 2004 года выбран независимым членом верхней палаты Парламента Индии при поддержке социалистической партии Самаджвади парти.
С 2001 года владеет вертолетом Bell 412.